# Тінеке Лаґерберґ
Тінеке Лаґерберґ (нід. Tineke Lagerberg, 30 січня 1941) — нідерландська плавчиня.
Бронзова медалістка Олімпійських Ігор 1960 року. Чемпіонка Європи 1958 року.